# Leucoloma bifidum
Leucoloma bifidum är en bladmossart som beskrevs av Bridel 1827. Leucoloma bifidum ingår i släktet Leucoloma och familjen Dicranaceae. Inga underarter finns listade i Catalogue of Life.